# Cantemir-Palast in Istanbul

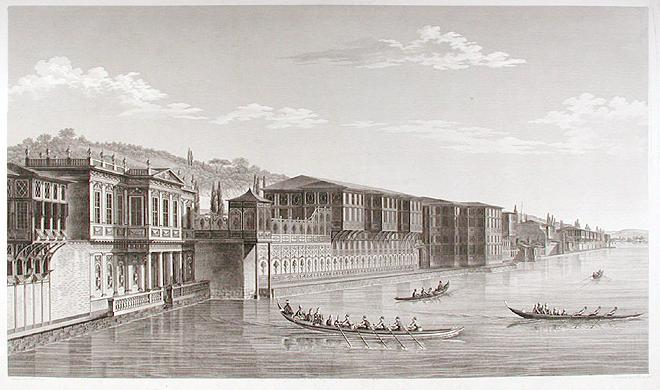
Anton Ignaz Melling, Palast von Hatice Sultan, Radierung, um 1800

Der Cantemir-Palast (rumänisch: Palatul lui Dimitrie Cantemir; türkisch: Dimitri Kantemir Saray) war ein Palast im Besitz von Dimitrie Cantemir. Die Anlage befand sich auf dem Gelände der heutigen Ortaköy-Moschee.

## Geschichte
Dimitrie Cantemir, Gospodar des Fürstentums Moldau, lebte 22 Jahre im osmanischen Exil in Istanbul. Sein Palast, der sich entlang des Piers nahe der Ortaköy-Moschee befand, wurde 1683 im Auftrag Cantemirs von einem Bruder des Großwesirs gekauft und 1690–1691 bzw. 1693–1694 erweitert. Er nutzte das Anwesen für repräsentative Zwecke, um Staatsmänner und Freunde zu empfangen. So gehörten Repräsentanten der Krimtartaren oder Kara Mustafa Pascha zu seinen Gästen. Eine von Cantemir selbst angefertigte Darstellung des Palastes findet sich in Nicolas Tindals Übersetzung seines Werkes History of the Growth and Decay of the Ottoman Empire. Nachdem Cantemir Istanbul verlassen hatte und beim Sultan in Ungnade gefallen war, richtete man den Palast der osmanischen Prinzessin Hatice Sultan her und nannte ihn fortan Neşedabad Sarayı bzw. Hatice Sultan Sarayı.
Die heutige Moschee, die an seiner Stelle errichtet wurde, ließ Sultan Abdülmecid I. zwischen 1853 und 1856 auf den Ruinen des Komplexes errichten.